# ボーパールの戦い
ボーパールの戦い（ボーパールのたたかい、英語：Battle of Bhopal）は、1737年12月24日にインドのボーパールにおいて、ムガル帝国の援軍としての連合軍とマラーター王国の軍勢との間で行われた戦い。ここでも軍事的な才能に長けたバージー・ラーオが勝利をつかんだ。

## 戦闘に至る経緯
1737年3月28日、マラーター王国宰相バージー・ラーオはデリーの戦いでムガル帝国の軍勢に勝利したのち、帝国が要請していたニザーム王国などをはじめとする軍を迎え討つため、すぐさま帰還の途に着いた。このとき、帝国の援軍にはニザーム王国の軍を中心に、アワド太守、ジャイプル王国（ラージプート）、バーラトプル王国、更にボーパールのナワーブ（ボーパール太守）であるスルターン・ムハンマド・ハーンなどが加わっていた。

## 戦闘とその後の経過
こうして、同年12月24日、マラーター王国軍とムガル帝国の援軍である連合軍がボーパールの近郊で激突した。
連合軍は20万を超し、マラーター王国軍はその半分であったにもかかわらず、バージー・ラーオのその才能によってマラーター軍は再び勝利を掴んだ。戦いののち、ボーパールに包囲されたニザームはマラーターに講和を申し入れた 。
こうして、1738年1月7日、マラーターとニザームの間に講和が結ばれ（ボーパール条約）、協定によりマラーターはニザームからマールワーを割譲させた。この協定は皇帝ムハンマド・シャーの認可を受けた。